# Еуфорија
Еуфорија је опажање екстремне среће, претеране оптимизма и повећане моторне активности. Овакво понашање је често патолошко и проузроковано је стањима каква су биполарни афективни поремећај, манија, тровање дрогама и сл.